# Смолдно
Смолдно (словен. Smoldno) — поселення в общині Гореня вас-Поляне, Горенський регіон, Словенія. Висота над рівнем моря: 662,3 м.